# Glenea dido
Glenea dido är en skalbaggsart som beskrevs av Aurivillius 1926. Glenea dido ingår i släktet Glenea och familjen långhorningar.
Artens utbredningsområde är Filippinerna. Inga underarter finns listade i Catalogue of Life.